# Sunnyside (pel·lícula)
Sunnyside és una pel·lícula muda escrita, produïda i dirigida per Charles Chaplin i protagonitzada per ell mateix i Edna Purviance. Tercera pel·lícula de Chaplin per a la First National Pictures, es va començar a filmar el setembre de 1918, dues setmanes després que Chaplin es casés amb Mildred Harris, que coincideix amb un dels blocatges inspiratius més importants en Chaplin. El rodatge de la majoria d’escenes va durar tres mesos i encara no es va estrenar fins al 21 de juny de 1919. La pel·lícula conté una seqüència onírica en la que Charlie balla amb quatre nimfes, un homenatge tàcit al ballet “Prélude à l'après-midi d'un faune” que en aquells moments representava amb gran èxit el ballarí Vaslav Nijinsky.

## Argument
Al poble de Sunnyside Charlie és un mosso de granja que treballa sense descans en l’hostatgeria. Està enamorat d’Edna, la jove de poble. Un diumenge mentre porta a pasturar les vaques, aquestes s’escapen i una que es fica dins l'església provocant el pànic dels feligresos. Chaplin la fa fora cavalcant sobre ella i acaba caient en una fossa i perd el coneixement. Somia amb unes nimfes amb les que balla fins que els vilatans el rescaten de la fossa. Aleshores, però, es presenta el patró i l’hi llença de nou d’una plantofada. Un diumenge, com a conseqüència d'un accident, un jove doctor de la ciutat és portat a l’hostatgeria. Edna de seguida es veu atreta per les maneres de ciutat del jove. Charlie comença a imitar-lo pensant guanyar punts però fracassa estrepitosament provocant el desdeny de la seva estimada que li torna l’anell de compromís. Quan, desesperat, està a punt de llançar-se sota un cotxe es desperta d’una plantofada del seu cap que li reclama que ajudi el doctor a carregar les maletes. Tot plegat ha estat un somni, Edna encara l'estima i el metge es disposa a tornar a casa no sense abans donar-li una propina. En marxar, els dos estimats s’abracen.

## Repartiment
- Charles Chaplin (mosso de granja)
- Edna Purviance (Edna)
- Henry Bergman (pare d’Edna)
- Tom Wilson (cap de Charlie)
- Tom Wood (nen gras)
- Tom Terries (jove de ciutat)
- Loyal Underwood (pare del nen gras)
- Olive Ann Alcorn (nimfa)
- Willie Mae Carson (nimfa)
- Helen Kohn (nimfa)
- Olive Burton (nimfa)
- Park Jones
- Granville Redmond
- AI Blake
- Shorty Hendricks
- Lulu Jenks